# Budynek przy ul. Świętego Ducha 4 w Szczecinie
Budynek przy ul. Świętego Ducha 4 (przed 1945 r. niem. Umformerwerk Heiligegeiststraße, 1945–1970 rozdzielnia energii elektrycznej „Krzysztofa”) – zabytkowy budynek dawnej stacji transformatorowej, zlokalizowany przy ulicy Świętego Ducha 4, na obszarze szczecińskiego osiedla Stare Miasto, w dzielnicy Śródmieście. Od 2013 r. siedziba centrum sztuki współczesnej „Trafostacja Sztuki”.

## Historia

### Przed II wojną światową
W końcu XIX wieku w Szczecinie trwał proces budowy sieci elektroenergetycznej prądu stałego. Właściciel najstarszej elektrowni w mieście, Ernst Kuhlo, zakupił od miasta w 1889 r. działkę nr 46 przy Rosengarten (obecnie ul. Podgórna). 21 października 1911 r. w ramach rozbudowy sieci rozdzielczej prądu stałego, na sąsiedniej działce nr 45 na narożniku z Heiligegeiststraße (obecnie ul. Świętego Ducha) rozpoczęto wyburzanie Domu Poprawy (Zuchthaus) i wznoszenie nowego budynku na potrzeby transformatorów i przetwornic mających przekształcać napięcie prądu przemiennego na napięcie prądu stałego, niezbędne do zasilania m.in. tramwajów. Prace zakończono w 1913 r.

### Lata 1945–2008
Po II wojnie światowej stacja transformatorowa zachowała swoją funkcję i otrzymała nową nazwę Rozdzielnia energii elektrycznej „Krzysztofa” (nazwa Krzysztofa od pierwotnego miana dzisiejszej ulicy Świętego Ducha). Obiekt wyłączono z eksploatacji w 1970 r. i przekazano w zarząd spółdzielni inwalidów „Selsin”. Budynek zaczął popadać w ruinę wskutek braku remontów i bieżącego utrzymania. W 1976 r. rozważane było jego zburzenie, lecz w 1984 r. został on wpisany do rejestru zabytków. Mimo to obiekt nie przeszedł żadnych modernizacji. W 1987 r. stacja ponownie przeszła na własność miasta. Po nieudanej adaptacji na potrzeby kulturalne, budynek stał się własnością prywatną. Nowy właściciel nie wykonał jednak w budynku żadnych remontów. W 2008 r. sąd zdecydował o powrocie nieruchomości do zarządu miasta. 

### Po 2008 r.
W 2011 r. rozpoczęły się prace mające na celu przystosowanie zrujnowanego budynku do potrzeb nowej instytucji kulturalnej. Projekt remontu przygotowało Studio A4, a na wykonawcę wybrano firmę Erbud. Wycięto samosiejki porastające dach, usunięto pozostałości starych okien, oczyszczono cegły i uzupełniono ich spoiny, odtworzono zniszczone detale elewacji, wymieniono tynki, wstawiono nową stolarkę okienną, położono nowe pokrycie dachu. Koszt wszystkich prac, zakończonych w 2013 r., wyniósł 16 milionów złotych. Inwestycję dofinansowała Unia Europejska kwotą 6 milionów złotych. W budynku urządzono przestrzeń wystawową, sale konferencyjne i wystawowe, a także kawiarnię i pomieszczenia biurowe. 

## Galeria

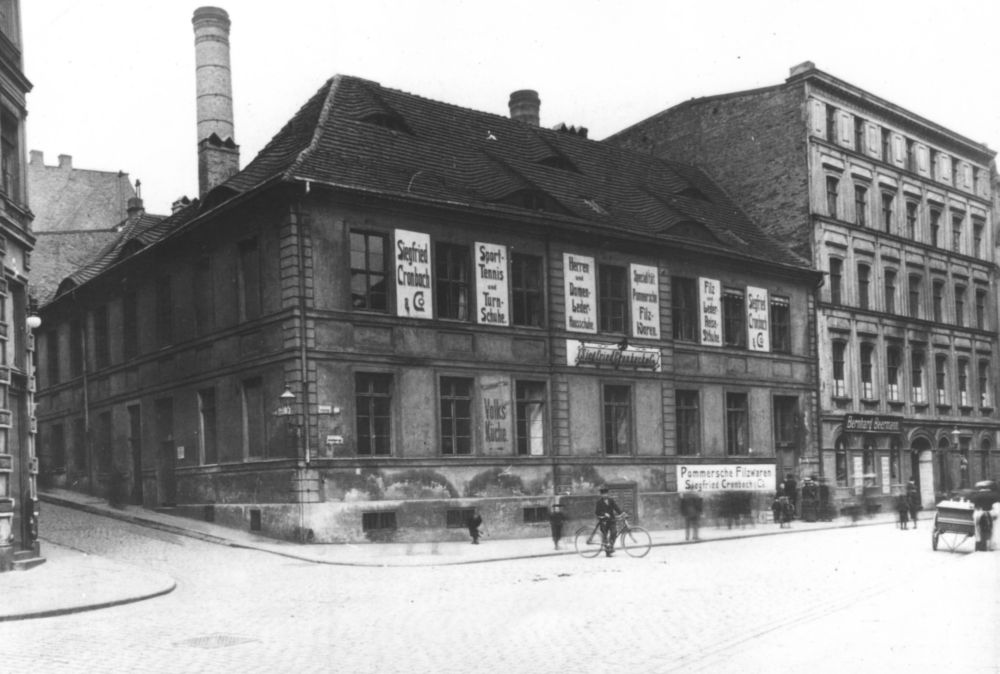
Budynek Domu poprawy wyburzony pod budowę stacji
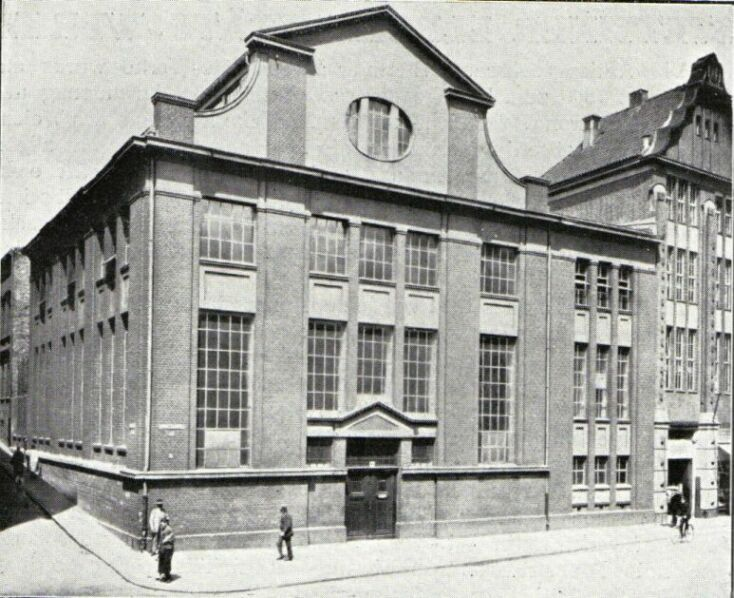
Stacja transformatorowa przed II wojną światową
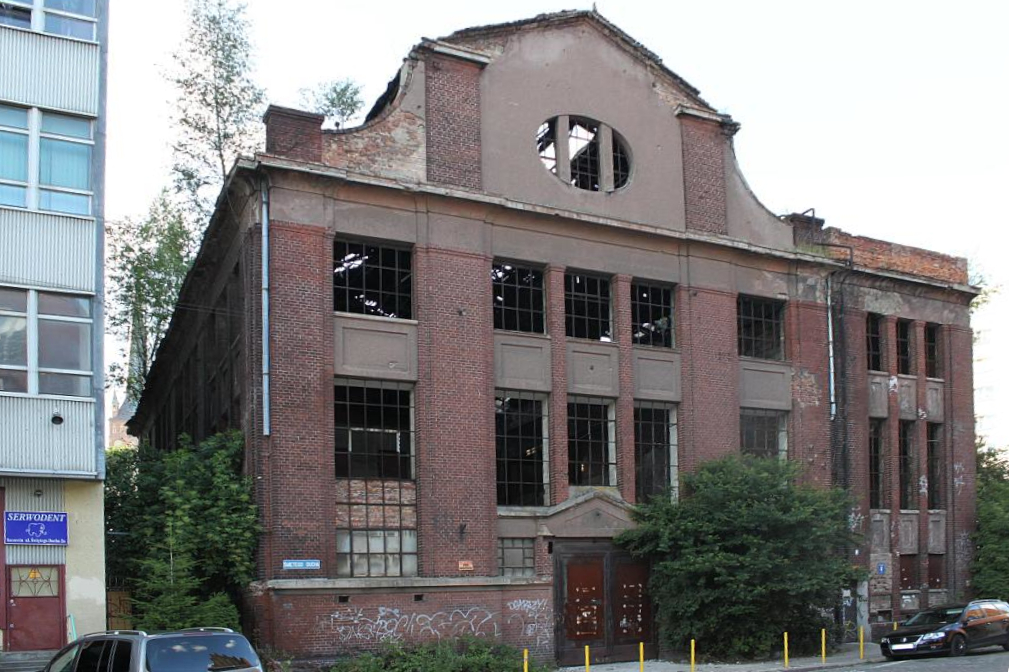
Stan budynku w 2010 r.
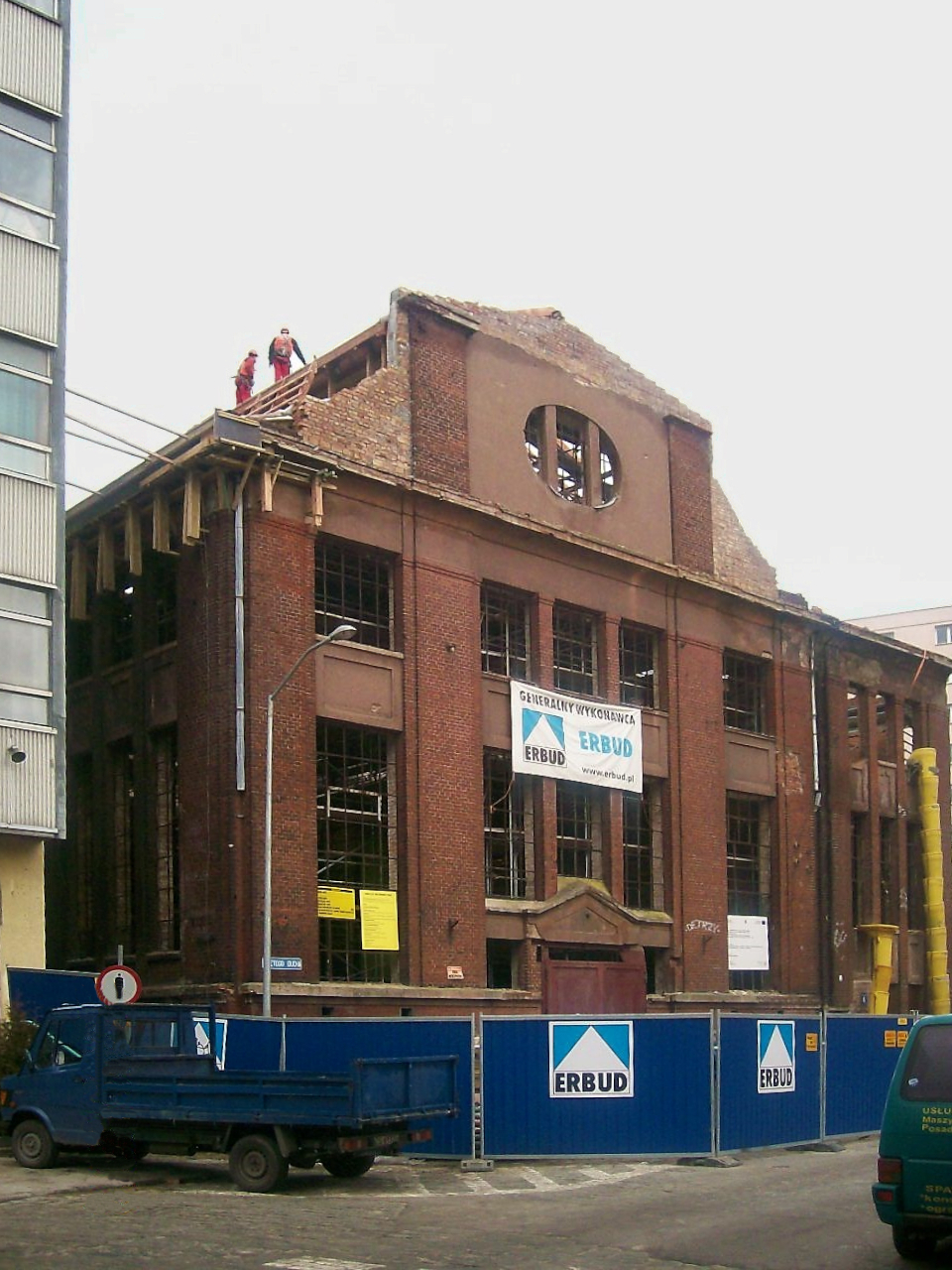
Początek prac remontowych, 2012 r.